# Yo Johanson
Yo Johanson, egentligen John Charles Robert Johansson), född 2 oktober 1897 i Paris, Frankrike, död 29 november 1963 i Göteborgs Johannebergs församling, Göteborg, var en svensk målare.
Han var son till Arvid Claes William Johanson och Charlotte Louise Caroline Lucas. Johanson studerade konst för Carl Wilhelmson och Maurice Denis i Paris. Separat ställde han ut på Continental Motor i Malmö 1949 och han medverkade i olika samlingsutställningar i Göteborg. Hans konst består av målningar med motiv hämtade från Frankrike.